# Voigt Ledge
Die Voigt Ledge ist ein abgeflachter und 2000 m hoher Gebirgskamm im ostantarktischen Viktorialand. In der Convoy Range ragt er 500 m über die Kopfenden des Greenville Valley und des Merrell Valley hinaus, zwischen denen er liegt. Der Gebirgskamm ist etwa 3 km lang und 2,5 km breit, wobei er sich in nördlicher Richtung verjüngt.
Das Advisory Committee on Antarctic Names benannte ihn 2008 nach Donald E. Voigt von der Pennsylvania State University, der zwischen 1995 und 2008 an insgesamt zwölf Feldforschungskampagnen zu glaziologischen, geophysikalischen und seismologischen Studien in verschiedenen Gebieten Antarktikas einschließlich des Transantarktischen Gebirges beteiligt war.